# Барбурвілл (Кентуккі)
Барбурвілл (англ. Barbourville) — місто (англ. city) в США, в окрузі Нокс штату Кентуккі. Населення — 3222 особи (2020).

## Географія
Барбурвілл розташований за координатами 36°52′0″ пн. ш. 83°53′9″ зх. д. / 36.86667° пн. ш. 83.88583° зх. д. (36.866760, -83.885915).  За даними Бюро перепису населення США в 2010 році місто мало площу 6,95 км², з яких 6,79 км² — суходіл та 0,16 км² — водойми.

## Демографія
Згідно з переписом 2010 року, у місті мешкало 3165 осіб у 1211 домогосподарстві у складі 662 родин. Густота населення становила 456 осіб/км².  Було 1369 помешкань (197/км²).
Расовий склад населення:
| - 92,4 % — білих - 5,1 % — чорних або афроамериканців - 0,4 % — корінних американців - 0,2 % — азіатів - 0,1 % — вихідців з тихоокеанських островів |

До двох чи більше рас належало 1,5 %. Частка іспаномовних становила 1,2 % від усіх жителів.
За віковим діапазоном населення розподілялося таким чином: 20,9 % — особи молодші 18 років, 64,1 % — особи у віці 18—64 років, 15,0 % — особи у віці 65 років та старші. Медіана віку мешканця становила 34,4 року. На 100 осіб жіночої статі у місті припадало 92,3 чоловіків;  на 100 жінок у віці від 18 років та старших — 88,1 чоловіків також старших 18 років.
Середній дохід на одне домашнє господарство  становив 39 663 долари США (медіана — 31 708), а середній дохід на одну сім'ю — 44 990 доларів (медіана — 31 467). Медіана доходів становила 37 813 долари для чоловіків та 35 685 доларів для жінок. За межею бідності перебувало 29,7 % осіб, у тому числі 35,3 % дітей у віці до 18 років та 20,2 % осіб у віці 65 років та старших.
Цивільне працевлаштоване населення становило 978 осіб. Основні галузі зайнятості: освіта, охорона здоров'я та соціальна допомога — 32,6 %, транспорт — 11,9 %, роздрібна торгівля — 9,4 %, науковці, спеціалісти, менеджери — 8,7 %.